# ونزدی ۱۳
ونزدی ۱۳ (انگلیسی: Wednesday 13؛ زادهٔ ۱۲ اوت ۱۹۷۶) یک موسیقی‌دان اهل ایالات متحده آمریکا است. وی از سال ۱۹۹۲ میلادی تاکنون مشغول فعالیت بوده‌است.